# Червона
Червона — річка в Україні, у Райгородській сільській громаді Вінницького району Вінницької області, права притока Бажанихи (басейн Південного  Бугу).

## Опис
Довжина річки 8 км. Формується з багатьох безіменних струмків та водойм.  

## Розташування
Бере початок у селі Юрківці. Тече переважно на південний захід і у Ситківцях впадає у річку Бажаниху, ліву притоку Кропив'янки.